# Картезианская кошка
Картезиа́нская ко́шка, или шартре́з (фр. Chartreux, нем. Kartäuser), — выведенная во Франции порода короткошёрстных кошек.

## История
Предки картезианских кошек ведут своё происхождение из стран Ближнего Востока — Сирии, Ирана или из Анатолии. Уже в XIV веке доказано присутствие кошек этой породы во французских монастырях картезианского ордена (в Гранд Шартрёз). Около 1550 года поэт Жоашен дю Белле посвящает своей кошке-картезианке Бело такие строки: «В серебристо-серую шёрстку укутана / Гладкую и сияющую как шёлк / Волнами лежащий на спине…»
Картезианская кошка была любимым домашним животным Шарля де Голля.
Это одна из самых старых пород, разводимых в Европе. Французы назвали её «шартрез» от наименования горного массива Шартрёз, так как именно здесь в Средние века началось разведение этих кошек. Члены монашеского ордена в Шартрёзе отличались немногословностью. Эта же черта присуща и картезианским кошкам: они обладают очень тихим голосом.
Монахи с большой симпатией относились к своим серым монастырским кошкам. Гору в департаменте Савойя они назвали Горой Серых Кошек. Это название существует и по сей день, также как и кошки, произошедшие от монастырских. Во Франции их великое множество.

## Внешность
Первые кошки картезианской породы часто были зеленоглазыми. Лишь в XX столетии удалось вывести эту породу с присущими ей сейчас медно-жёлтыми глазами, глазами цвета мёда. Телосложение у животных плотное, крепкое; самцы достигают массы 6-7 килограммов, самки — 4-5 килограммов. Шерсть допускается любых оттенков голубого цвета, но предпочтителен всё же светлый серо-голубой тон. Нос и стопы лапок должны иметь тот же оттенок, и даже кожа животного должна быть голубоватого цвета. Котята рождаются с голубыми глазами, которые постепенно становятся серыми, а затем принимают свой окончательный цвет — оранжевый или медный, без малейшей примеси зелёного.

## Стандарт
- Туловище: средней величины, довольно массивное, с тяжёлым костяком и крепкими мышцами. Грудь широкая, ноги относительно короткие, крепкие и мускулистые. Лапы круглые и мощные. Хвост пропорционален телу, на конце слегка закруглён.
- Голова: большая, с круглыми щеками, без пинча — резко обозначенных впадин при переходе от скуловых дуг к подушечкам вибрисс[2]. Высоко поставленные уши средней величины, слегка наклонены вперёд. Глаза большие, круглые, медного или тёмно-оранжевого цвета, без следов зелени. Зеркало носа и подушечки лап голубовато-серые.
- Шерсть: мягкая, блестящая, густая и очень плотная, похожа на мех выдры. Она двойная (подшёрсток по длине равен покровной шерсти) и ворсистая.
- Характер: спокойный, но независимый. Отличный охотник, хорошо приживается в доме. Голос достаточно громкий[источник не указан 664 дня].